# Castello di Terrarossa
Il castello di Terrarossa è un edificio residenziale e difensivo sito nella frazione omonima del comune di Licciana Nardi, in provincia di Massa-Carrara.

## Storia
Il castello di Terrarossa nasce, nel secolo XVI, per sostituire le funzioni residenziali di una vecchia fortificazione medievale, situata sopra un'altura che domina la confluenza del Civiglia nella Magra. I resti di questo antico castello, contraddistinto in origine dal toponimo Terrarossa, sono oggi inglobati in un edificio di civile abitazione denominato Castelletto. Nel XII secolo si sviluppò, lungo la via Francigena, arteria che costeggiava la sponda sinistra della Magra, nella pianura sottostante al vecchio Castello di Terrarossa, un nuovo insediamento chiamato Borgonuovo.
Questo insediamento, descritto nel 1126 come circondato da mura e dotato di chiesa dedicata a San Giovanni, dipendente dall'abbazia di San Caprasio di Aulla, si sviluppò sui due fronti della strada. Nel tempo Borgonuovo accolse la popolazione che originariamente abitava attorno al castello medievale, ereditandone il toponimo: Terrarossa. Ancora nel secolo XVI le due località di Borgonuovo e Terrarossa risultano distinte nella documentazione scritta.

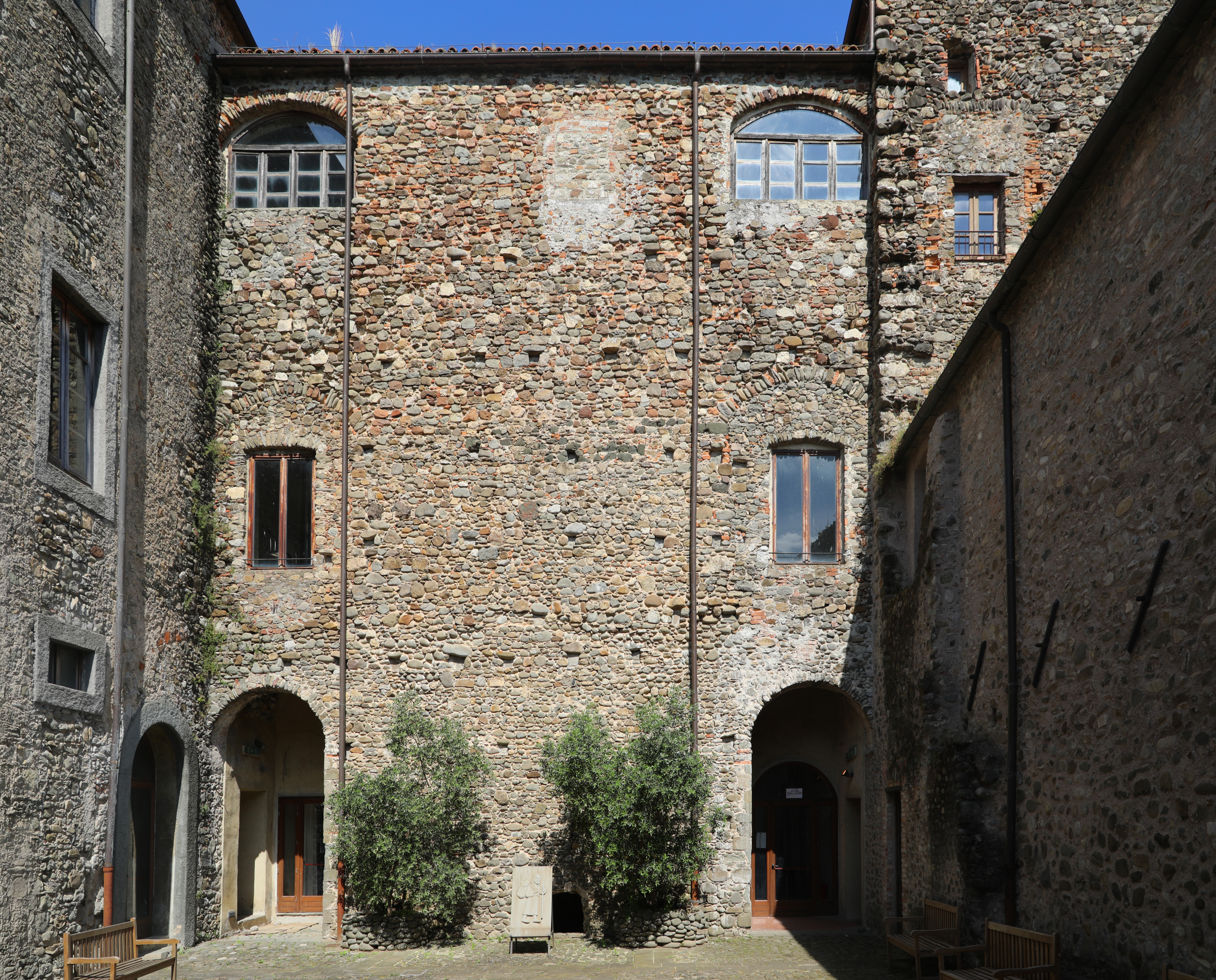
Il cortile

L'attuale strada statale 62 della Cisa non segue il vecchio tracciato che attraversava interamente il borgo, ma lo interseca isolando dal contesto edilizio originario l'imponente residenza malaspiniana, costruita nella seconda metà del secolo XVI per iniziativa del primo marchese di Terrarossa.
Anche Terrarossa è soggetto alle mutevoli condizioni politiche dei feudi malaspiniani, i cui confini subiscono continue modificazioni pur nel corso di brevi spazi temporali. Durante i secoli XV -XVI Terrarossa fa parte di diversi feudi malaspiniani tra i quali Olivola, fino al 1407, poi Villafranca, Bastia, Filattiera e Monti subendo due occupazioni genovesi, nel 1416 e nel 1463. Al 1581 risale l'istituzione del feudo indipendente di Terrarossa, assegnato a Fabrizio Malaspina, già marchese di Pontebosio. La morte dell´unico figlio maschio spinge Fabrizio Malaspina a vendere il feudo al granduca di Toscana, il quale lo ricede, dopo alcuni anni, nel 1628, a Bernabò Malaspina di Filattiera. Risale al 1617 una interessante descrizione del feudo e del castello, eseguita per conto del granduca, dalla quale si apprende che la costruzione del castello avviene per iniziativa dello stesso marchese Fabrizio Malaspina. Ecco alcuni brani dello scritto riprodotti nell´opera di Eugenio Branchi: "Attaccato alla terra di Terrarossa, che è sulla strada maestra Romana, vi è un castello fabbricato alla moderna con quattro baluardetti et stanze comode per abitare, ancorché non sia finito del tutto.
Innanzi a detto castello v´è una piazza grande con giardino, vigne e praterie; attaccato a esso Castello et terra di Terrarossa v´è l´hosteria; quale terra altre volte era cinta di buone muraglie, e vi si veggono ancora per tutto alte fuora dal terreno... La fabbrica, cioè la fortezza, se ne rimette alla stima di persone perite e confidenti, et hora esso la stima in questo conto sette mila scudi... Il Signor Marchese si contenta , quando si farà l'istrumento et darà il possesso, che li paghi di contanti solo il prezzo delli suoi poderi et fabbrica, che in questo non ci accade l'assenso di S. Maestà, essendo beni allodiali et la fabbrica fatta fare da esso dai fondamenti". Lo stesso Eugenio Branchi nel riportare il documento accenna alla figura del marchese Fabrizio: "Nel tempo che il Marchese Fabrizio stette in Lunigiana non fu inoperoso a curare le cose sue; si dié somma premura nel far coltivare i proprj terreni con disboscamenti e piantagioni utilissime, fra le quali merita special menzione quella dei gelsi, fomite grande di ricchezza serica, al cui scopo per quanto sembra (per educare i fuligelli) fece costruir vaste sale, che tuttora si veggono nel palazzo o castello che dai fondamenti eresse in Terrarossa. ... Se per avventura le sale di cui si parla venissero in seguito distrutte o variate, può vedersi la pianta del Castello e palazzo di cui si tratta, disegnata per occasione della vendita al granduca nel 1617, che si conserva nell´Archivio mediceo, affari concernenti la Lunigiana, Filza 2720 ...".

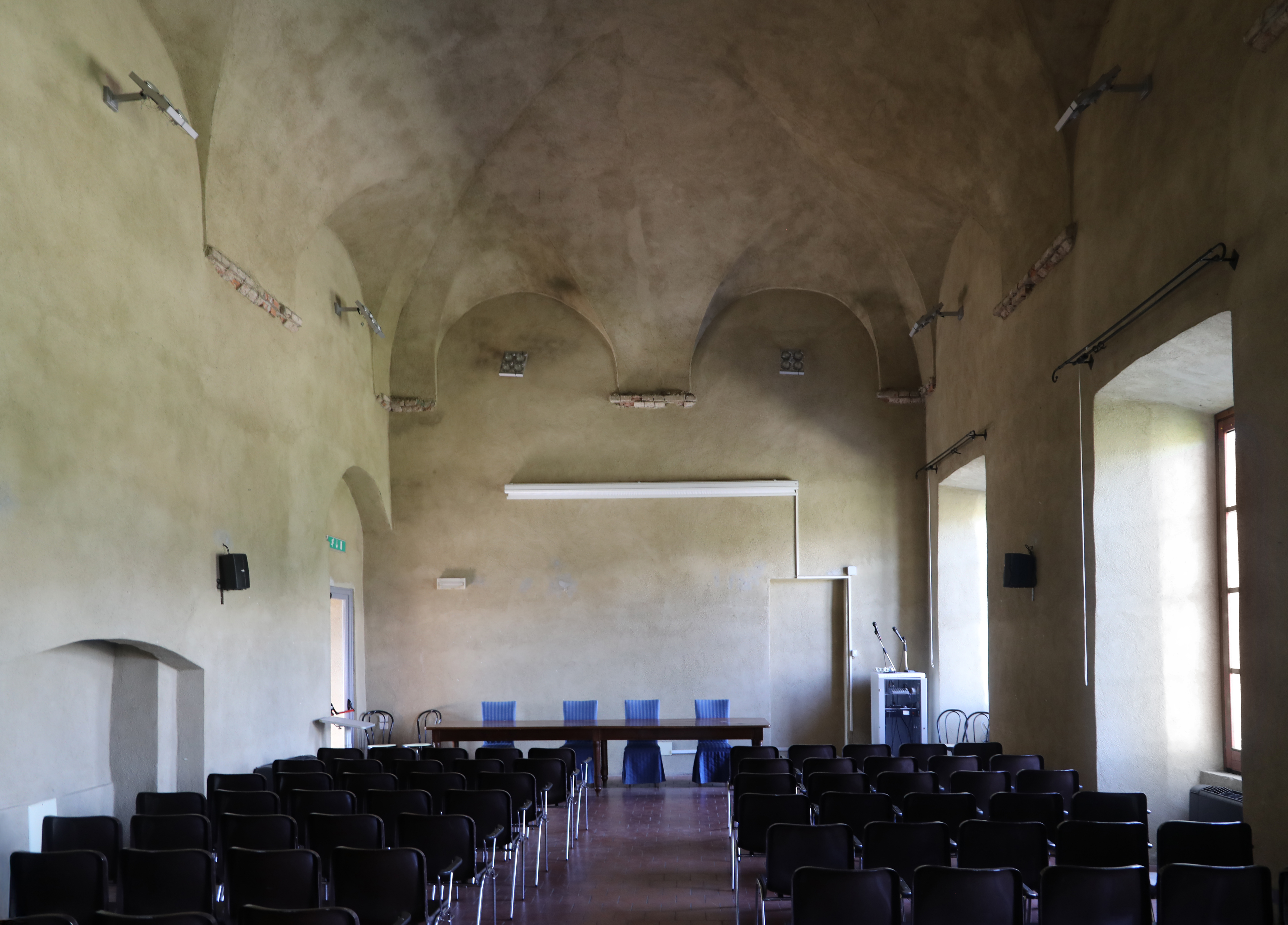
Il salone

## Descrizione
L'imponente castello (si tratta di una delle più ampie residenze malaspiniane esistenti) viene realizzato su di uno schema quadrilatero, il medesimo adoperato probabilmente dallo stesso marchese per la costruzione del castello di Pontebosio. Infatti Fabrizio Malaspina prima di ottenere il possedimento di Terrarossa ha in feudo Pontebosio, tra il 1574 ed il 1581, il cui castello presenta un analogo schema planimetrico quadrangolare. Le proporzioni del castello di Terrarossa appaiono, al confronto con quello di Pontebosio, imponenti e la fabbrica di Terrarossa è talmente grande che il marchese ed i suoi successori non riescono a portarla a termine lasciando incompiuti diversi elementi architettonici tra i quali alcuni baluardi. Il castello occupa una superficie di circa 1.250 metri quadrati, con una cubatura di 7.800 metri cubi, per un complesso di 43 vani. Una bella veduta del castello e del feudo compare in una pregevolissima rappresentazione conservata nel fondo Malaspina 238 dell´Archivio di Stato di Firenze.